# Chevrolet Series AC International

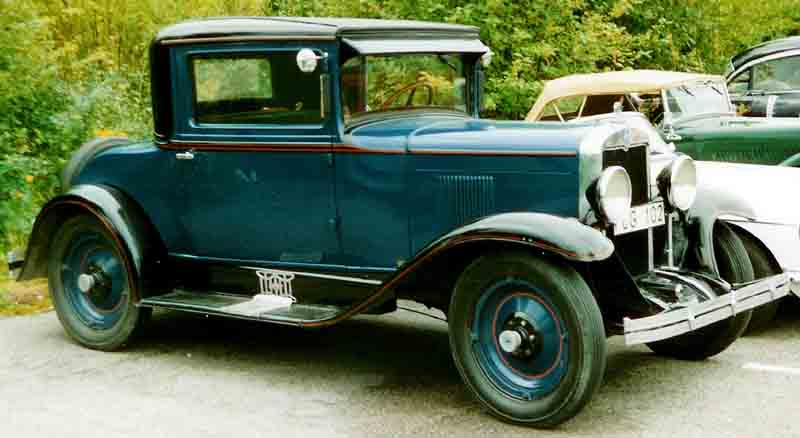
Chevrolet AC International de 1929

La Chevrolet Series AC International est un véhicule américain fabriqué par Chevrolet en 1929 pour remplacer la Series AB National de 1928. Au total, 847 053 Series AC ont été fabriquées dans une gamme de dix styles de carrosserie. La Series AC avait le premier moteur à six cylindres de Chevrolet depuis 1915, et a été annoncé comme "Un six dans la gamme de prix des quatre", et n'était que de 10 $ plus cher que la Series AB à quatre cylindres sortante (environ 146 $ d'aujourd'hui, tenant compte de l'inflation).

## Caractéristique
La Series AC était propulsée par le nouveau moteur six cylindres de 3 180 cm3 de Chevrolet, produisant 47 ch (34 kW) à 2 400 tr/min. Le moteur est devenu le "Stovebolt Six".